# Pfaffia
Pfaffia (sin. Hebantha Mart., Hebanthe Mart.) es un género de plantas en la familia Amaranthaceae.
Este género es a veces puesto en la familia de las Chenopodiaceae. 

## Taxonomía
El género fue descrito por Carl Friedrich Philipp von Martius y publicado en Beitrag zur Kenntnis der natülichen Familie Amarantaceen 103. 1825. La especie tipo es: Pfaffia glabrata Mart.

## Especies
- Pfaffia cinera
- Pfaffia denutata
- Pfaffia glomerata
- Pfaffia gnaphaloides
- Pfaffia helichrysoides
- Pfaffia jubata
- Pfaffia paniculata - Ginseng de Brasil
- Pfaffia sericantha
- Pfaffia sericea
- Pfaffia townsendii
- Pfaffia tuberosa
- Pfaffia velutina